# Portugal en los Juegos Paralímpicos de Nueva York y Stoke Mandeville 1984
Portugal estuvo representado en los Juegos Paralímpicos de Nueva York y Stoke Mandeville 1984 por un total de 17 deportistas, 15 hombres y dos mujeres.

## Medallistas
El equipo paralímpico portugués obtuvo las siguientes medallas:
| Nombre                                                           | Deporte          | Evento                             |
| ---------------------------------------------------------------- | ---------------- | ---------------------------------- |
| Oro                                                              |                  |                                    |
| António Carlos Martins                                           | Atletismo        | 200 m C8 masculino                 |
| António Carlos Martins                                           | Atletismo        | 1500 m campo a través C8 masculino |
| Reinaldo José Pereira                                            | Atletismo        | 100 m C8 masculino                 |
| Maria Helena Martins António Manuel Baltazar António José Mateus | Bochas           | Equipo mixto                       |
| Plata                                                            |                  |                                    |
| António Carlos Martins                                           | Atletismo        | 100 m C8 masculino                 |
| Equipo                                                           | Atletismo        | 4 × 100 m C7-8 masculino           |
| António José Silva                                               | Ciclismo en ruta | Ruta 5000 m CP4 masculino          |
| Bronce                                                           |                  |                                    |
| Maria Helena Martins                                             | Atletismo        | 60 m C2 femenino                   |
| Maria Albertina Cabral                                           | Atletismo        | 1000 m campo a través C7 femenino  |
| António Carlos Martins                                           | Atletismo        | 800 m C8 masculino                 |
| António Carlos Martins                                           | Atletismo        | Salto de longitud C8 masculino     |
| Reinaldo José Pereira                                            | Atletismo        | 200 m C8 masculino                 |
| Cândido Leite                                                    | Ciclismo en ruta | Ruta 1500 m CP4 masculino          |
| Paulo Jorge Santos                                               | Tenis de mesa    | Individual C4 masculino            |